# Eminent Boys
Eminent Boys is een amateurvoetbalvereniging uit de stad Utrecht, provincie Utrecht, Nederland.

## Algemeen
De club werd op 8 mei 1960 opgericht door medewerkers van de motorenfabriek E.M.I. (Elektrische Mechanische Industrie). De thuiswedstrijden worden op "Sportpark Zuilenselaan" in de wijk Zuilen gespeeld.
In het seizoen 2023/2024 heeft de club vier senioren mannenteams en één 35+ team ingeschreven.

## Standaardelftal
De Eminent Boys had tussen 2015 en 2023 geen standaardelftal. Echter, voor het seizoen 23/24 is weer een standaardteam aangemeld voor de 5de Klasse zaterdag.

### Competitieresultaten 1997–2015
| 11 6B |

| 4 7B |

|  |

| 10 6B |

| 8 6B |

| 3 5D |

| 4 5E |

| 5 5D |

| 7 5C |

| 7 5C |

| 2 5C |

| 10 4H |

| 11 4F |

| 6 5D |

| 10 5C |

| 8 5D |

| 13 5D |

|  |

| xx 4F |

| Vierde klasse | Vijfde klasse  |
| Zesde klasse  | Zevende klasse |

VVU Ardahanspor · DESTO · Domstad Majella · DVSU · UCS EDO · USV Elinkwijk · Eminent Boys · Faja Lobi KDS · USV Hercules · SV HMS · Hyenas FC · SV Kampong · VV Kismet · VV De Meern · SV Nieuw Utrecht · VV Odin · Odysseus '91 · SV Overvecht/De Dreef  · ksv PVC · PVCV Vleuten · SV Rivierwijkers · Sporting '70 · VV Sterrenwijk · FC Utrecht · SV Utrecht United · UVV · SV Vechtzoom · VV Voorwaarts · VSC · VVJ · Zwaluwen Utrecht 1911